# Sabiaceae
Sabiaceae е семейство покритосеменни растения, поставени в разред Чинароцветни (Proteales) според системата APG IV. Състои се от три рода, Meliosma, Ophiocaryon и Sabia, с 66 известни вида, местни за тропическите до топли умерени региони на Южна Азия и Америка. Семейството също се нарича Meliosmaceae Endl., 1841 г.

## Описание
- Дървета, увивни храсти или дървесни лиани, вечнозелени, рядко широколистни, голи или влакнести, рядко бодливи.
- Листата са редуващи се, спирални до двустранни, с пенинерви, брохидодромни, прости или непарноперести, тревисти или корести, понякога много големи, с прости назъбени ръбове, понякога хетероморфни, често основата на дръжката е дървесна, а основата на фолиолата е пулвинулирана, без прилистници, често осеян с червени жлези. Устиците са аномоцитни или парацитни, обикновено хипостоматични.
- Стъбла с големи радиуси, сложни еднолакунарни възли, без отделителни кухини или перулирани пъпки.
- Хермафродитни растения, рядко полигамодидомни.
- Съцветия в едно- до многоцветни метлици, връхни или аксиларни, често редуцирани до единични аксиларни цветя, рядко върху съцветия или в гроздовидни съцветия, дръжките често са много къси, носещи от нула до множество малки прицветници.
- Малки перфектни цветчета, актиноморфни или косо зигоморфни, обикновено петделни, чашелистчета, венчелистчета и тичинки, подредени в срещуположни вихри. Чашелистчетата (4-)5, свободни или основно сраснали, равни или с 2 вътрешни чашелистчета много по-малки, индийски. Венчелистчетата (4-)5, в завитка, свободни, равни или 2-те вътрешни венчелистчета често са много по-малки (понякога двуразделни), черупчести, противоположни, повече или по-малко месести. Тичинки от (4-)5(-6) елемента, 5 тичинки или дори 2 (противопоставени на вътрешните венчелистчета) и 3 стаминодии, противоположни петна, свободни едно от друго, но слети в основата на венчелистчетата, нишковидни нишки, разширени под прашник или образуващ яка, едноместни прашници.
- Плодът е едноместен или дилокуларен, асиметричен, сух или костиковиден, неразкриващ се, едносеменен, понякога в шизокарп, с устойчиви издатини, ендокарпът е каменист или ракообразен, изваян или фовеолатен.
- Семето е едно, с оскъден или липсващ ендосперм, с кондил, зародиш с извит, удължен хипокотил, с 2 плоски котиледона, надиплени или навити (напр. при Ophyocaryon paradoxum).
- Прашецът е триколпатен, удължен, сравнително дребен, полутектален екзин, повече или по-малко мрежест.
- Хромозомно число: 2n = 24 в Sabia japonica и = 32 в Meliosma sp.

## Екология
Антезата е изключително кратка. Прашниците се отварят в пъпката, но са затворени в стаминодиите. При узряване пъпката се отваря експлозивно при най-малкото докосване, освобождавайки прашеца във въздуха.
Растенията от този род живеят във влажни райони покрай реки, в тропически гори или при високи температури.

## Фитохимия
Липсват цианолипиди. Присъстват пентациклични тритерпеноиди, флавоноли, проантоцианидини и танини. Растенията не са цианогенетични.

## Употреби
Някои видове Meliosma имат ограничена употреба в градинарството.

## Вкаменелости
Фосилният род Insitiocarpus е открит в отлагания от сеноманския период, докато другите съществуващи родове Sabia и Meliosma са открити в европейски отлагания съответно от турона и маастрихта . Появата на първите Sabiaceae е датирана преди 122-118 милиона години.
Макрофосили от Sabia са открити от късния етап на занклеана на плиоценски обекти в Покапаля, Италия.

## Систематично място
Sabiaceae са група цъфтящи растения, които са включени в клона на еудикотовите растения, където те формират част от базалното ниво. В това отношение те са подобни на Протейнови, с които споделят, например, нектароносен хипогинен диск, въпреки че се различават по броя на флоралните части и радиалната пентамерна симетрия е напълно оригинална. 
В системата на Кронкист семейството е поставено в разред Лютикоцветни (Ranunculales), но по-нови класификации го поставят като единственото семейство в разред Sabiales или (както в системите APG II и APG III), като неподредено и оставено сред базалните линии на еудикотите.
Според последната класификация на Групата по филогения на покритосеменните, описана в системата APG IV от 2016 г. и актуализирана на официалния ѝ сайт към юли 2022 г., Sabiaceae е едно от четирите семейства в разред Чинароцветни (заедно с Протейнови, Лотосови и Чинарови.
Семейството се състои от три рода, обединяващи около 160 вида дървесни растения. Растенията от род Sabia често са лиани, докато тези от родовете Meliosma и Ophiocaryon са дървета и храсти; последните две понякога се третират в отделно семейство Meliosmaceae.